# Ryu Gotō
Ryu Gotō (五嶋 龍?, Gotō Ryū; New York, 13 luglio 1988) è un violinista statunitense.
Gotō attirò l'attenzione come bambino prodigio, esibendosi per la prima volta all'età di sette anni nel Pacific Music Festival tenutosi a Sapporo, in Giappone. Nel 2006 la sua tournée di debutto in 12 città del Giappone andò tutta esaurita.

## Biografia

### Primi anni e formazione
La madre di Gotō è violinista. La sua sorellastra maggiore (di 17 anni), Midori, è una violinista di fama internazionale. Gotō ha iniziato a suonare il violino all'età di tre anni. Attribuisce a sua madre il successo come musicisti sia suo che della sua sorellastra.

### Carriera
Gotō si è esibito a livello internazionale come solista con: London Symphony Orchestra, Orpheus Chamber Orchestra, Orchestra Filarmonica di Shanghai, National Symphony Orchestra, London Philharmonic Orchestra, Toscanini Symphonica in Italia, New Zealand Symphony Orchestra, Bamberg Symphony, New Symphony Orchestra (Bulgaria), European Union Youth Orchestra, Vancouver Symphony Orchestra e KZN Philharmonic Orchestra del Sudafrica Ryu si è esibito in luoghi prestigiosi come: Carnegie Hall, Kennedy Center, Tokyo Suntory Hall, Sydney Opera House, Shanghai Grand Theater, Taipei National Concert Hall, Musikverein di Vienna, Munich's Herkulessaal e Philharmonic Hall Gasteig.
Gotō si è esibito nel sito del World Trade Center nel 2003, durante la cerimonia ufficiale di commemorazione dell'11 settembre ed ai concerti commemorativi per la pace ad Hiroshima e Nagasaki nel 2005. Nel 2005 la Universal Music ha fatto firmare Gotō per la sua etichetta Deutsche Grammophon. Nel 2009 Gotō ha suonato con il Ditto Ensemble in Corea, ed è stato programmato che appaia con loro nell'estate del 2010 in Giappone. Nel 2010 ha debuttato alla Carnegie Hall. Nel 2014 è apparso per rappresentare il Giappone al Festival Internacional Cervantino in Messico.
Gotō si è laureato presso l'Università di Harvard con una laurea in fisica nel 2011. Ha suonato regolarmente con la Bach Society Orchestra.

### Stile
Gotō è stato influenzato da chitarristi come Jimi Hendrix e talvolta usa uno stile di suono aggressivo descritto come "feroce" o "infiammato."

### Strumento
Gotō suona il violino Stradivari Jupiter, ex-Goding del 1722 in prestito a lui dalla Nippon Music Foundation dal dicembre 2013. Precedentemente lo aveva suonato anche Midori.

### Vita privata
Gotō è cintura nera di karate e ha conseguito una laurea in fisica ad Harvard (2011), dove è membro del Phoenix SK Club. Suona anche la chitarra. Oltre alla musica classica, gli piace il jazz, la musica pop ed elettronica.

## Discografia

### DVD
- Ryu Goto, Brahms Violin Concerto in re maggiore Op.77 – Maggio 2006
- Ryu Goto, Violin Recital 2006 – Marzo 2007

### CD/Digitale
- Ryu – Luglio 2005
- 'Ryu Goto, Violin Recital 2006  – Gennaio 2007
- Live in Suntory Hall 2004 – Agosto 2007
- The Four Seasons – Giugno 2009